# Maria Donati
Maria Donati (Roma, 2 dicembre 1898 – Città del Messico, 4 novembre 1966) è stata un'attrice italiana.

## Biografia
Attrice teatrale impiegata perlopiù in parti comiche o brillanti, fa il suo esordio sul grande schermo nel 1932 e fino al 1958 appare in 17 pellicole in ruoli di contorno.
Per il Teatro Verdi di Trieste nel 1955 è Madame Picon in Madama di Tebe di Carlo Lombardo con Cesare Bettarini ed Elvio Calderoni diretta da Cesare Gallino e la principessa Elisabetta di Kuddenstein in La contessa Mariza di Emmerich Kálmán nel Castello di San Giusto.
Lavora anche in televisione nel 1957. In seguito si trasferisce in Messico, dove muore all'età di 67 anni.

## Il varietà teatrale
- Hai fatto un affare, commedia di Aldo Fabrizi, Marcello Marchesi, Mario Mattoli, regia di Mattoli, Compagnia di Prosa Teatro Nostro, prima al Teatro Salone Margherita di Roma il 14 settembre 1944[1]
- Roma città chiusa (1945)
- Pirulì Pirulì... non andrà sempre così, di Garinei e Giovannini (1945)

## Il teatro musicale
- Madama di Tebe, operetta di Carlo Lombardo, orchestra di Cesare Gallino, Teatro Verdi di Trieste, 1955.

## Prosa televisiva Rai
- La donna rossa, di Guglielmo Giannini, regia di Vito Molinari trasmessa il 26 giugno 1957.
- Ragazze in vetrina, episodio di Aprite: polizia! (1958) - miniserie TV

## Filmografia
- Cinque a zero, regia di Mario Bonnard (1932)
- Il feroce Saladino, regia di Mario Bonnard (1937)
- Gli ultimi giorni di Pompeo, regia di Mario Mattoli (1937)
- Il conte di Bréchard, regia di Mario Bonnard (1938)
- Miseria e nobiltà, regia di Corrado D'Errico (1940)
- Villa da vendere, regia di Ferruccio Cerio (1941)
- Gioco pericoloso, regia di Nunzio Malasomma (1942)
- Lacrime di sangue, regia di Guido Brignone (1944)
- La vita ricomincia, regia di Mario Mattoli (1945)
- Partenza ore 7, regia di Mario Mattoli (1946)
- Trepidazione, regia di Tony Frenguelli (1946)
- L'onorevole Angelina, regia di Luigi Zampa (1947)
- I peggiori anni della nostra vita, regia di Mario Amendola (1949)
- La bisarca, regia di Giorgio Simonelli (1950)
- La famiglia Passaguai, regia di Aldo Fabrizi (1951)
- Cose da pazzi, regia di Georg Wilhelm Pabst (1954)
- Romanzo, regia di Daniele D'Anza (1956)
- Orgoglio e pregiudizio, regia di Daniele D'Anza (1957) - Sceneggiato televisivo
- Carmela è una bambola, regia di Gianni Puccini (1958)